# Cornudilla cornuta
Cornudilla cornuta is een vlokreeftensoort uit de familie van de Oedicerotidae. De wetenschappelijke naam van de soort is voor het eerst geldig gepubliceerd in 1969 door J.L. Barnard.